# Horst Hüttel

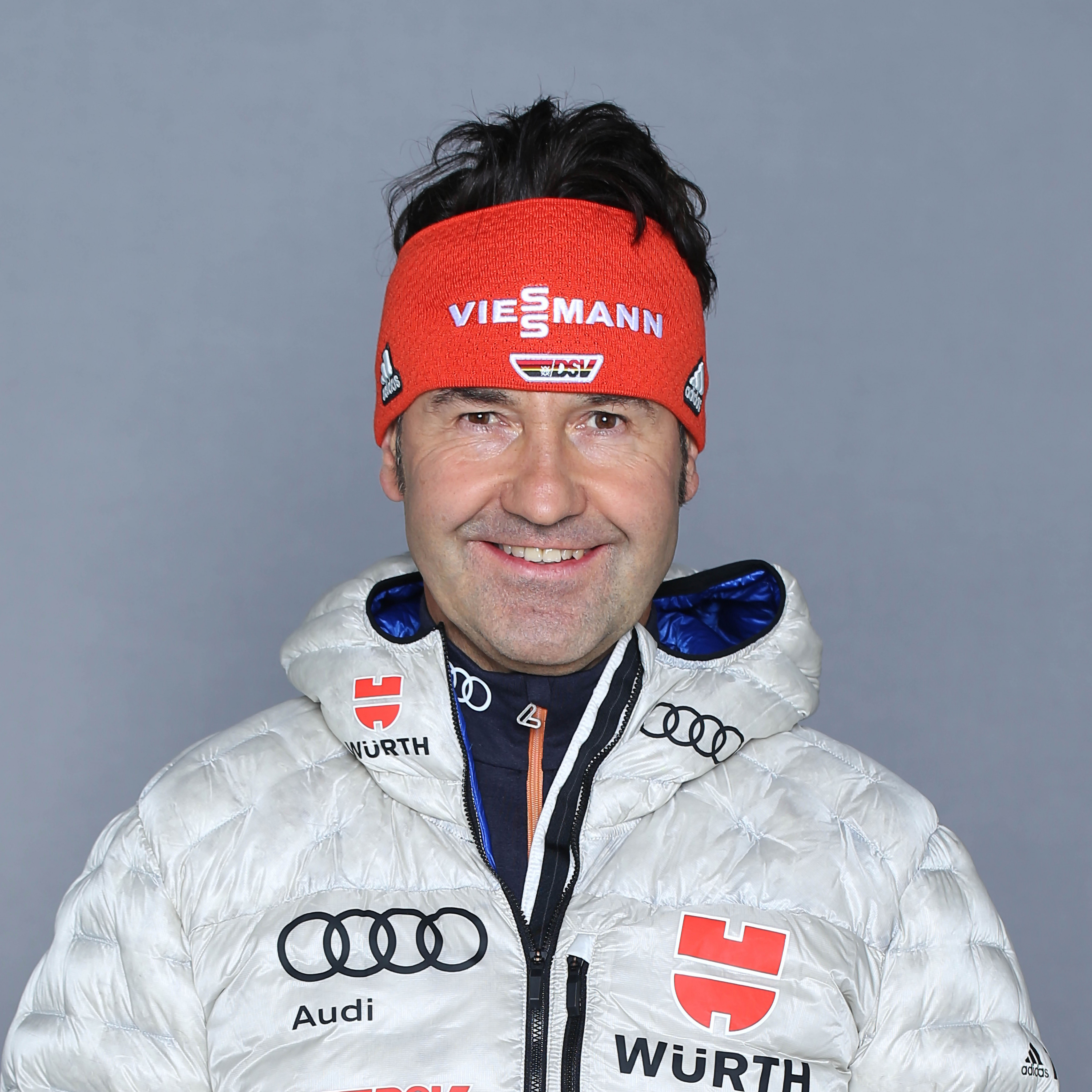
Horst Hüttel (2021)

Horst Hüttel (* 20. August 1968 in Weißenstadt) ist ein deutscher Sportfunktionär, ehemaliger Nordischer Kombinierer und seit Mai 2022 Weltcup-Sportdirektor für die Disziplinen Nordische Kombination und Skispringen im Deutschen Skiverband (DSV). Von Mai 2006 bis April 2022 war er als Sportlicher Leiter und Teammanager in übergreifender Verantwortung.
Von Mai 2006 bis September 2019 war er als Sportlicher Leiter für das Gesamtsystem hauptverantwortlich. Im Oktober 2019 wurde ihm im DSV die Stelle des Teammanagers der Nationalmannschaften in Skisprung und Nordischer Kombination übertragen.
Er ist seit 2013 Vorsitzender des Exekutivkomitees in der Nordischen Kombination im Internationalen Skiverband (FIS). Hüttel wohnt in Wunsiedel, ist verheiratet und hat zwei Kinder.

## Sportlicher Werdegang
Von 1985 bis 1992 war Hüttel Mitglied der deutschen Skinationalmannschaft in der Disziplin Nordische Kombination und gewann 1989 gemeinsam mit Thomas Dufter und Hubert Schwarz den deutschen Meistertitel in der Mannschaft. Von 1992 bis 1995 war er Nachwuchstrainer an der Eliteschule des Sports in Berchtesgaden und absolvierte im September 1995 ein Studium zum Diplomtrainer an der Trainerakademie Köln. Im Zeitraum von 1995 bis 2002 übte Hüttel Trainertätigkeiten in verschiedenen Nachwuchskadern des deutschen Skiverbandes aus. Von 2002 bis 2006 war er übergreifender Cheftrainer in den Bereichen Nachwuchs und Nordische Kombination. In diesem Zeitraum wurden die deutschen Junioren in allen Wettbewerben Weltmeister oder Vizeweltmeister, eine bis dato einmalige Bilanz in der Geschichte der Nordischen Juniorenweltmeisterschaften. Seit Mai 2006 ist Horst Hüttel als Sportfunktionär tätig.

## Sportfunktionär im Deutschen Skiverband

### Disziplin Nordische Kombination
Die Nordische Kombination entwickelte sich unter seiner sportlichen Leitung kontinuierlich zu einer der erfolgreichsten Sportarten in Deutschland. Gemeinsam mit Bundestrainer Hermann Weinbuch arbeitete er von 2006 bis 2019 als sportlicher Leiter intensiv an der strategischen und methodischen Weiterentwicklung der Sportart. In neuer Funktion ist er hier seit 2019 tätig.
Aus leistungssportlicher Sicht herausragend und einzigartig waren die Saisons 2014 bis 2018, wo einige Sportler unter der sportlichen Leitung von Hüttel das Geschehen zeitweise nach Belieben beherrschten:
So gewannen in der Saison 2016/17 deutsche Athleten 23 von 25 Weltcups und belegten in der Weltcupgesamtwertung die Plätze eins, zwei, vier und fünf. Bei den Weltmeisterschaften im Februar 2017 im finnischen Lahti gelang dem Team beim Wettkampf von der Normalschanze ein Vierfachsieg (1. Johannes Rydzek / 2. Eric Frenzel / 3. Björn Kircheisen / 4. Fabian Rießle), Rydzek gewann darüber hinaus alle vier möglichen WM-Titel. Bei den Olympischen Spielen 2018 in Pyeongchang wiederholte das deutsche Team den Dreifacherfolg auf der Normalschanze (1. Rydzek / 2. Rießle / 3. Frenzel). Darüber hinaus wurde das Team Olympiasieger im Teambewerb und Eric Frenzel gewann die Goldmedaille von der Großschanze. Von 2013 bis 2017 sicherte sich Eric Frenzel fünfmal in Folge den Einzelweltcup und das Team fünfmal den Nationenweltcup. Darüber hinaus gewann Eric Frenzel von 2014 bis 2017 viermal in Folge das Nordic Combined Triple in Seefeld, womit er alleiniger Spitzenreiter in diesen beiden Kategorien war. Er war der erfolgreichste Nordische Kombinierer der Weltmeisterschaften 2019 in Seefeld, neben dem Einzeltitel gewann er ebenfalls den Teamsprint mit Fabian Rießle. Vizeweltmeister 2019 wurde das Team mit Johannes Rydzek, Eric Frenzel, Fabian Rießle (SZ Breitnau) und Vinzenz Geiger (SC Oberstdorf).

### Disziplin Skisprung
Nach zwei erfolgreichen Jahren als sportlicher Leiter in der Nordischen Kombination wurde Hüttel 2008 auch die sportliche Verantwortung für die Disziplin Skisprung übertragen.
Zu diesem Zeitpunkt befand sich der deutsche Skisprung in einer sportlichen Krise und es war kein deutscher Skispringer unter den Top 15 in der Weltcup-Gesamtwertung vertreten. Eine seiner ersten Amtshandlungen im Frühjahr 2008 war die Verpflichtung von Werner Schuster aus dem österreichischen Mieming als neuer Bundestrainer. Damit wurde zum ersten Mal in der Disziplin Skisprung ein ausländischer Bundestrainer verpflichtet. Auf Werner Schuster folgte dann ab April 2019 der Österreicher Stefan Horngacher, der zuvor das polnische Skisprungteam erfolgreich betreute und bereits in früheren Jahren für den Deutschen Skiverband tätig war.
Hüttel gelang es gemeinsam mit Schuster in den Folgejahren, den deutschen Skisprung mit neuen Konzepten und Ideen wieder an die Weltspitze zurückzuführen und dort zu etablieren. Vor allem das Nachwuchssystem wurde unter der Federführung Hüttels reformiert und neu strukturiert. Obwohl die ersten Jahre noch nicht den erhofften Erfolg erbrachten, hielt Hüttel an bestehenden Konzepten fest und modifizierte diese weiter. 2014 kam dann der sportliche Durchbruch: Bei den Olympischen Spielen 2014 in Sotschi wurde das Team der Skispringer Olympiasieger und Severin Freund wurde in Harrachov Skiflugweltmeister. In der Saison 2014/15 wurde Severin Freund Doppelweltmeister und Weltcupgesamtsieger. Bei den Weltmeisterschaften 2017 in Lahti/FIN wurde Andreas Wellinger von der Normalschanze und Großschanze jeweils Vizeweltmeister und Weltmeister im Mixed. Bei den Olympischen Spielen 2018 in Pyeongchang/KOR gewann das Team die Silbermedaille und Andreas Wellinger wurde Olympiasieger von der Normalschanze. Horst Hüttel verantwortet seit 2008 auch den Bereich Damenskisprung als sportlicher Leiter. Als 2011 das IOC bekanntgab, Damenskisprung ins olympische Programm aufzunehmen forcierte Horst Hüttel zusammen mit dem DSV-Sportdirektor Thomas Pfüller die Aktivitäten für das Damenskispringen. Er installierte den bis dahin in der Nordischen Kombination tätigen Andreas Bauer als neuen Bundestrainer. 2012 entwickelte er trotz des Widerstandes einzelner Bundesländer ein Konzept einer Zentralisierung für Damen des A- und B-Kaders am Bundesstützpunkt Oberstdorf. Die Erfolge blieben nicht lange aus, Carina Vogt wurde 2014 erste Olympiasiegerin in der Geschichte des Frauenskispringens und 2015 und 2017 jeweils Doppel-Weltmeisterin (Einzel und Mixed). 2018 gewann Katharina Althaus bei den Olympischen Spielen in Pyeongchang die Silbermedaille und das Team um Bundestrainer Andreas Bauer errang 2018 zum ersten Mal den Sieg im Nationenweltcup, der 2019 wiederholt werden konnte. 2019 konnte diese Erfolgsserie weiter fortgesetzt werden, neben dem erneuten Gewinn der Nationenwertung holte sich Katharina Althaus nach 17 Podestplätzen (Weltcup- und WM-übergreifend) den zweiten Platz im Gesamtweltcup vor ihrer Teamkollegin Juliane Seyfarth (TSG Ruhla). Höhepunkt der Saison 2019 waren die Weltmeisterschaften in Seefeld (AUT) bei denen mit Markus Eisenbichler (TSV Siegsdorf) den Weltmeistertitel auf der Großschanze holte, Katharina Althaus wurde im EinzelwettbewerbVizeweltmeisterin bei den Damen. Die Team-Weltmeistertitel gingen alle an den Deutschen Skiverband. Bei den Herren wurden Teamweltmeister Karl Geiger (Skispringer) (SC Oberstdorf), Richard Freitag (SG Nickelhütte Aue), Stephan Leyhe (SC Willingen) und Markus Eisenbichler, bei den Damen Juliane Seyfarth, Ramona Straub (SC Langenordnach), Carina Vogt, Katharina Althaus. Im erstmals ausgetragenen Mixed-Teamwettbewerb gewannen Katharina Althaus, Markus Eisenbichler, Juliane Seyfarth, Karl Geiger (Skispringer).

## Sportfunktionär im Internationalen Skiverband (FIS)
Im Mai 2013 übernahm Horst Hüttel im Rahmen des FIS-Kongresses in Dubrovnik den Vorsitz im Exekutivkomitee Nordische Kombination des Weltskiverbandes von Roman Kumpost/CZE. Er ist damit einer der einflussreichsten Personen in dieser Disziplin weltweit und entscheidet über die inhaltliche Ausrichtung (Wettkampfregeln, Formate) sowie über die grundsätzliche Philosophie und Strategie der Disziplin. Bereits im ersten Jahr seiner Amtszeit installierte er zusammen mit dem FIS-Renndirektor Lasse Ottesen/NOR das neue Wettkampfformat Nordic Combined Triple, welches seitdem fester Bestandteil des Ski-Weltcups ist. Darüber hinaus setzt er sich seit Beginn seiner Amtszeit für mehr Wettkämpfe auf Großschanzen für die Nordische Kombination ein. Seit 2016 arbeitet er an einem Strategiepapier für die Entwicklung und Integration der Damen in der Nordischen Kombination. 2018 starteten Damen erstmals beim Sommer-Grandprix in Oberwiesenthal und 2019 erstmals bei den Nordischen Kombination Juniorenweltmeisterschaften in Lahti (FIN). Im Mai 2022 wurde vom IOC beschlossen, die Damen in der Nordischen Kombination für die Olympischen Spiele 2026 nicht zuzulassen. Hüttel bezeichnete diese Entscheidung als „Nackenschlag für die Disziplin“ und hinsichtlich der vom IOC angestrebter gender balance „in keinerlei Weise nachvollziehbar“.